# Marie-Rose Cavalier-Bohon
Marie-Rose Cavalier-Bohon (Florée, 18 september 1948) is een voormalig Belgisch politica voor Ecolo.

## Levensloop
Beroepshalve conciërge bij het Office de la Naissance et de l'Enfance, werd Cavalier-Bohon in oktober 1994 voor de partij Ecolo verkozen tot gemeenteraadslid van Assesse. Nadat ze begin 2000 Philippe Defeyt opvolgde als lid van het Waals Parlement en van het Parlement van de Franse Gemeenschap, nam ze ontslag als gemeenteraadslid. Ze bleef parlementslid tot in 2004 en zetelde in de commissie Leefmilieu, Landbouw, Energie van het Waals Parlement, waar ze aan het einde van de legislatuur nog een voorstel van decreet ter bescherming van bijen aangenomen wist te krijgen. 
In 2006 was ze nogmaals kandidaat bij de gemeenteraadsverkiezingen in Assesse. Dit was ze op de lijst OSER, een lijst die zich afgesplitst had van Ecolo. In die periode werd ze tevens actief in verenigingen die zich verzetten tegen het Europees Stabiliteitsmechanisme en het besparingsbeleid opgelegd door de Europese Unie, alsook tegen de verplichte vaccinatie tegen de Mexicaanse griep. Later was ze medeoprichter van de Rassemblement R en was voor deze partij kandidaat bij de regionale verkiezingen van 2014, waarbij ze een programma van degrowth verdedigde, zonder echter verkozen te geraken. In 2018 trok ze bij de gemeenteraadsverkiezingen in Assesse de eenmanslijst OSER, maar ze werd opnieuw niet verkozen.